# Haighton
 (avril 2023).
Pour l’article homonyme, voir Elise Haighton.
Haighton est une paroisse civile du Lancashire, en Angleterre.